# Nikolaï Arkas
Nikolaï Andreïevitch Arkas (en russe : Николай Андреевич Аркас), né le 8 mai 1816 à Nikolaïev, mort le 5 juin 1881 à Nikolaïev, est un officier supérieur de la Marine impériale russe.
Amiral russe, il fut l'un des fondateurs de la Société russe de navigation et de commerce (ROPIT), (fondée en 1856, elle cessa d'exister en 1918), il fut également le fondateur de la navigation en mer Caspienne et il contribua au renouveau de la flotte de la mer Noire. Il fut commandant du port et gouverneur militaire de Nikolaïev.

## Biographie
Nikolaï Arkas est le fils d'un émigré grec, enseignant les mathématiques et les langues anciennes. Ses deux frères, Zacharie et Ivan servirent également dans la flotte de la mer Noire.
Dès 1833, Nikolaï Arkas acquit de bonnes bases sous le commandement des meilleurs capitaines de l'époque, Poutiatine et Kornilov, au cours d'un long voyage de la mer Noire à la mer Égée. Il prit part à la Guerre du Caucase (1817-1865). Au cours de la Guerre russo-turque de 1828-1829, il servit dans le Bosphore.
Au cours de ses nombreuses expéditions, il démontra un grand sens de l'observation, tenant des registres de ses études qui furent publiés dans la revue Collection maritime militaire en 1853.
En 1844, le lieutenant de vaisseau Arkas fut chargé de renforcer la flottille de la mer Caspienne, les installations concernant le transport en mer Caspienne. En 1848, il séjourna en Angleterre afin de superviser la construction de la frégate Vladimir dont il devint le premier commandant. En 1852, il fut transféré dans la flotte de la Baltique, et le 1er février de la même année, il fut décoré de l'Ordre de Saint-Georges (4e classe). Le 2 octobre 1852, il fut élevé au grade de capitaine de 2e rang (grade correspondant à celui de lieutenant-colonel dans l'infanterie ou l'armée de l'air) et entreprit une grande expédition en mer Baltique. Le 30 avril 1855, il fut élevé au grade de capitaine de 1er rang (grade correspondant à celui de colonel dans l'infanterie ou l'armée de l'air).
En 1856, lors de la fondation de la Société russe de navigation et de commerce dont il fut l'un des fondateurs, il en fut le premier directeur. En 1857, le commandement des gardes d'équipage lui est confié. Au cours de la Guerre russo-turque de 1877-1878, il commanda une formation de goélettes en mer Noire.
Le 22 avril 1866, Nikolaï Andreïevitch Arkas fut promu contre-amiral. Le 30 août 1873, Alexandre II le nomma adjudant-général et il reçut l'Ordre de l'Aigle blanc. En 1871, Nikolaï Andreïevitch Arkas fut élevé au grade de vice-amiral, en outre il reçut le commandement du port de Nikolaïev et fut nommé gouverneur militaire de cette même ville. En 1881, il fut élevé au grade d'amiral.

## Décès
Au début de l'année 1881, en raison d'un mauvais état de santé, Nikolaï Andreïevitch Arkas fut démis de ses fonctions de commandant en chef, il mourut le 5 juin 1881 à Nikolaïev.

## Source de la traduction
- (ru) Cet article est partiellement ou en totalité issu de l’article de Wikipédia en russe intitulé « Аркас, Николай Андреевич » (voir la liste des auteurs).